# Нітрид індію-галію

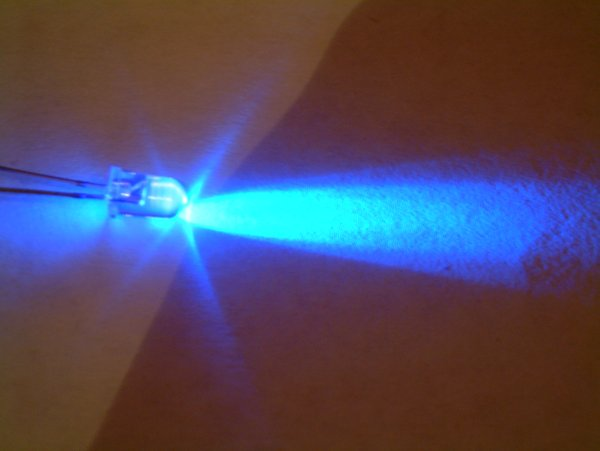
Синій світлодіод InGaN (380–405 нм)

Нітрид індію-галію (InGaN, InxGa1−xN) — напівпровідниковий матеріал, виготовлений із суміші нітриду галію (GaN) та нітриду індію (InN). Потрійний напівпровідник з прямою забороненою зоною III/зоною V. Його ширину забороненої зони можна налаштувати, змінюючи кількість індію в сплаві. InxGa1−xN має ширину забороненої зони від інфрачервоного (0,69 еВ) для InN до ультрафіолетового (3,4 еВ) для GaN. Співвідношення In/Ga зазвичай становить від 0,02/0,98 до 0,3/0,7.

## Застосування

### Світлодіоди
Нітрид індію-галію є світловипромінюючим шаром у сучасних синіх та зелених світлодіодах, який часто вирощують на буфері GaN на прозорій підкладці, такій як, наприклад, сапфір або карбід кремнію. Має високу теплоємність і низьку чутливість до іонізуючого випромінювання (як і інші нітриди III групи), що робить його також потенційно придатним матеріалом для сонячних фотоелектричних пристроїв, зокрема для решіток для супутників.
Теоретично передбачається, що спінодальний розклад нітриду індію має відбуватися для складів від 15 % до 85 %, що призводить до багатих на In та Ga областей або кластерів InGaN. Однак в експериментальних дослідженнях локальної структури спостерігалася лише слабка фазова сегрегація. Інші експериментальні результати з використанням катодолюмінесценції та збудження фотолюмінесценції на багатоквантових ямах InGaN з низьким вмістом In продемонстрували, що за умови забезпечення правильних параметрів матеріалу сплавів InGaN/GaN, теоретичні підходи для систем AlGaN/GaN також застосовні до наноструктур InGaN.